# Calamondin

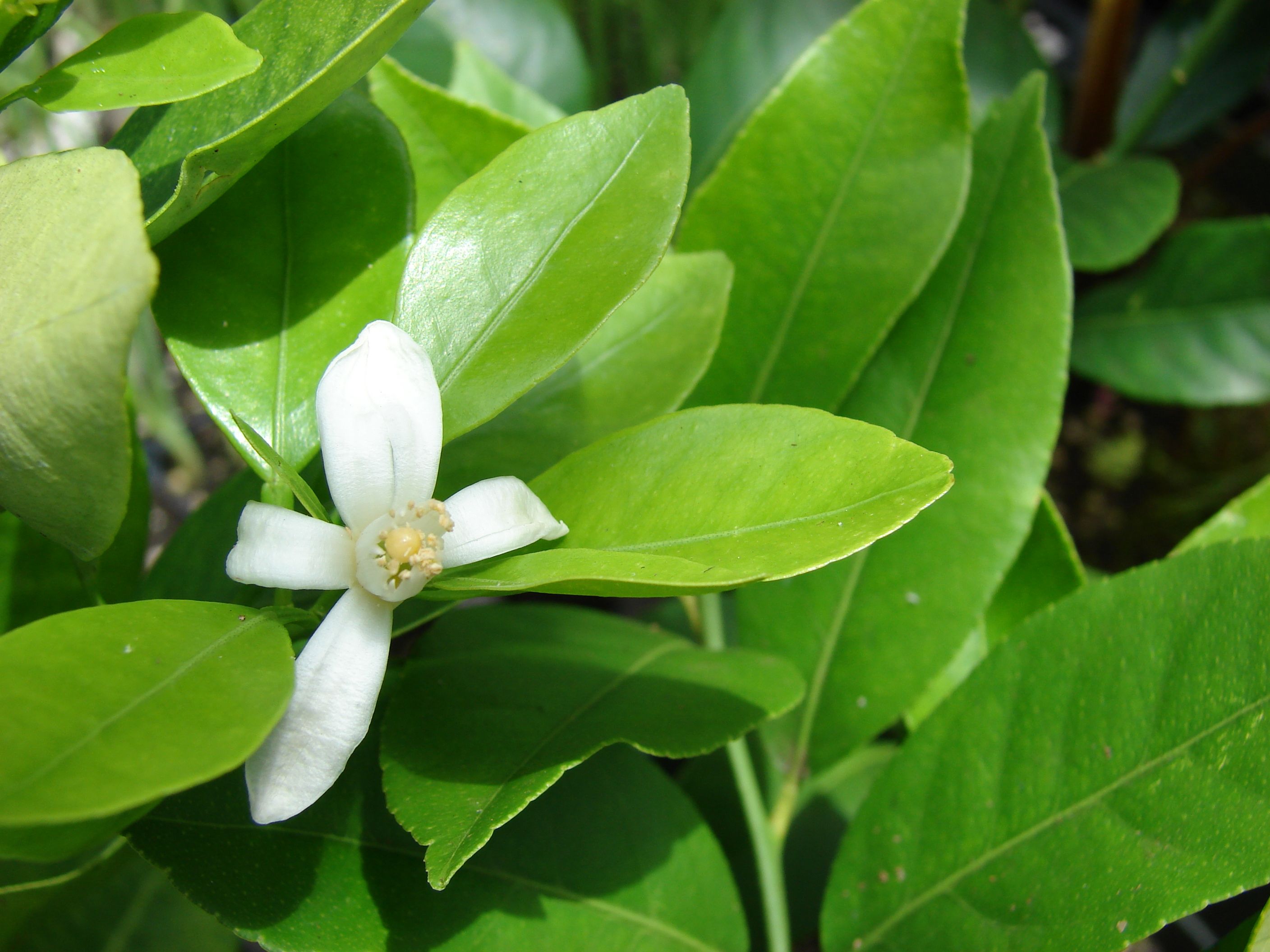
Bloem en bladeren van een calamondin in Maui (Hawaï)

De calamondin (Citrus ×microcarpa, synoniemen: ×Citrofortunella microcarpa, ×Citrofortunella mitis, Citrus ×mitis) is een plant uit de wijnruitfamilie (Rutaceae). Vermoedelijk is de plant een hybride van de mandarijn (Citrus reticulata) en de Chinese kumquat (Citrus japonica).
De plant wordt 2-7,5 m hoog, is rechtopstaand, slank, cilindrisch, vanaf de grond dichtvertakt en draagt doornen. De plant is groenblijvend en ontwikkelt een diepwortelende penwortel. De bladeren zijn afwisselend geplaatst, breed-ovaal, glanzend aan de bovenzijde, gelig-groen aan de onderzijde en 4-10 cm lang. De bloemen staan solitair of in groepjes van twee of drie stuks aan het uiteinde van twijgen of in de bladoksels in de buurt van de uiteinden. Ze zijn geurend, circa 2,5 cm breed en hebben vijf langwerpige, witte kroonblaadjes.
De vruchten zijn bolvormig of bolvormig en afgeplat aan de uiteinden en tot 5 cm breed. De schil van de rijpe vrucht is donkeroranje, glanzend en gestippeld met talloze kleine olieklieren. De schil is dun, kan gemakkelijk verwijderd worden, is eetbaar en smaakt zoet. Het vruchtvlees bestaat uit zes tot tien segmenten, is oranje van kleur, sappig en zuur. De vruchten zijn zaadloos of bevatten één tot vijf kleine, langwerpige zaden.
De calamondin is mogelijk ontstaan in China. Er wordt aangenomen dat de plant in vroegere tijden in Indonesië en de Filipijnen is geïntroduceerd. De plant wordt wereldwijd in (sub)tropische streken gekweekt, waaronder in Hawaï en Florida. In de Filipijnen wordt de plant op commerciële schaal gekweekt en worden voornamelijk de groene onrijpe zure vruchten gebruikt in maaltijden, dressings en dranken. In Europa wordt de calamondin als potplant verkocht.
De calamondin kan als handfruit worden gegeten of worden verwerkt in diverse gerechten en dranken.